# Кинетическая бомбардировка
Кинетическая бомбардировка (кинетический орбитальный удар) — гипотетический вид военных действий, заключающийся в бомбардировке земной поверхности из космического пространства инертными (бездвигательными) снарядами, которые при сходе с орбиты будут иметь гиперзвуковую скорость в момент попадания. Разрушительная сила подобного снаряда заключается в высвобождении накопленной кинетической энергии.
Простейший вид подобного боеприпаса — литые болванки на 100 % из металла. 
Потенциальный пример — космический спутник с обоймой из вольфрамовых болванок и тяговой системой: при получении сигнала он выпускает болванку в атмосферу по суборбитальной траектории на перехват цели; под действием гравитационного притяжения болванка набирает колоссальную скорость, которая незначительно падает при прохождении плотных слоёв атмосферы до столкновения с целью. Для увеличения скорости и снижения аэродинамического трения снаряду придаётся форма стержня.
Преимущества такого оружия: возможность удара по траектории под крутым углом на огромной скорости, делающая защиту крайне сложной, а также ненужность боевой части со взрывчатым веществом.
Под Договор о космосе такое оружие не подпадает.